# CD América
Club Deportivo América de Quito – ekwadorski klub piłkarski z siedzibą w mieście Quito.

## Historia
Klub América założony został 25 listopada 1939. W 1962 zadebiutował w pierwszej lidze ekwadorskiej. Dwa lata później nastąpił spadek z ligi, a w 1967 powrót i od razu wysokie 3. miejsce. W 1969 roku América sięgnęła po swój największy w historii sukces – wicemistrzostwo Ekwadoru. Wyczyn ten udało się powtórzyć tylko raz – w 1971 roku. Później było gorzej, klub w 1977 spadł z ligi, ale tylko na jeden sezon. W 1981 kolejny spadek, znów tylko na rok. Kolejny spadek w 1986 okazał się jak dotąd ostateczny.

### Królowie strzelców pierwszej ligi
- 1964 – José Valencia (8 bramek)
- 1973 – Ángel Marín (18)
- 1980 – Miguel Gutierrez (26)

## Osiągnięcia

### Krajowe
- Serie A

| zwycięstwo (0):     | –          |
| drugie miejsce (2): | 1969, 1971 |